# Renato Bianchi
Renato Bianchi (Milano, 1919 – Milano, 21 giugno 1946) è stato un partigiano italiano.

## Biografia
All'inizio della Seconda guerra mondiale era stato mobilitato sulle Alpi Occidentali e, dal novembre del 1942, sul fronte greco-albanese. Dopo l'8 settembre 1943, Renato Bianchi prese parte attiva alla Resistenza greca nelle formazioni dell'ELAS e quindi, spostatosi in Albania, combatté contro i tedeschi con i partigiani italiani della Divisione "Gramsci".
Rientrato in Patria, il 5 maggio 1945, con la fine della guerra, Renato Bianchi perse l'anno dopo la vita in un incidente stradale.